# Cartoon Network Skandinávia
A Cartoon Network Skandinávia (dánul: Cartoon Network Norden) a Cartoon Network rajzfilmadó norvég-dán-finn-svéd adásváltozata. 1993. szeptember 17-e óta elérhető Skandináviában, de ekkor még csak az adó páneurópai változatát lehetett fogni angol nyelven. 2000. január 1-jén indult el a tényleges, az országok saját nyelvén való sugárzás. A csatorna Dániában, Norvégiában, Finnországban, Izlandon és Feröeren érhető el norvégül, svédül, dánul, angolul és néhány műsorszám finnül.

## Története
A csatorna 1993. szeptember 17-én indult Cartoon Network Afrika néven angolul. A TNT-vel osztozott az adásidején. Ekkor a Cartoon Network reggel 6-tól este 8-ig sugárzott, további műsoridőben a TNT-t lehetett fogni. Pár műsor már akkor is norvégül, dánul vagy svédül ment. Később, 1996. december 16-án mind a CN, mind a TNT 24 órás csatornává vált, de néhány szolgáltató továbbra is a megosztott változatot továbbította.
2000. január 1-jén az angol nyelvű európai változatot felváltotta a skandináv változat, amely kezdetben még csak norvég, svéd és dán nyelven sugárzott. 2006-ban és 2009-ben arculatot váltott a csatorna, majd 2011 elején váltott át a jelenlegi arculatra, a „Check it.”-re. 2012. október 1-jétől svéd reklámokat is sugároz.